# یواس‌سی‌جی‌سی مکیناو (دبلیوای‌جی‌بی-۸۳)
یواس‌سی‌جی‌سی مکیناو (دبلیوای‌جی‌بی-۸۳) (به انگلیسی: USCGC Mackinaw (WAGB-83)) یک کشتی است که طول آن ۲۹۰ فوت (۸۸ متر) می‌باشد. این کشتی در سال ۱۹۴۴ ساخته شد.